# هیچ‌چیز جلو دارم نیست
«هیچ چیز جلو دارم نیست» (به انگلیسی: There's Nothing Holdin' Me Back) یک ترانه ضبط شده توسط خواننده و ترانه‌سرای کانادایی شان مندز است. این ترانه توسط شان مندز، تدی گایگر، چف واربرتن و اسکات هریس نوشته‌شده و توسط تدی گایگر و اندرو موری تهیه‌شده است، و به عنوان یک تک‌آهنگ در ۲۰ آوریل ۲۰۱۷ منتشر شد. نماهنگ ترانه در ۲۰ ژوئن ۲۰۱۷ منتشر شد.

## اجراهای زنده
ترانه «هیچ چیز جلو دارم نیست» در تور جهانی روشن کن اجرا شد. در ۹ ژوئن ۲۰۱۷ شان مندز این ترانه را در نمایش تلویزیونی گراهام نورتون اجرا کرد، و در ۱۰ ژوئن ۲۰۱۷ در فستیوال موسیقی سامرتایم بال کاپیتال اجرا کرد. ۱۹ ژوئن ۲۰۱۷ در برنامه امشب با اجرای جیمی فلن و در ۲۷ اوت ۲۰۱۷ در جایزه موزیک ویدئوی ام‌تی‌وی ۲۰۱۷ این ترانه را اجرا کرد.